# Calea Victoriei

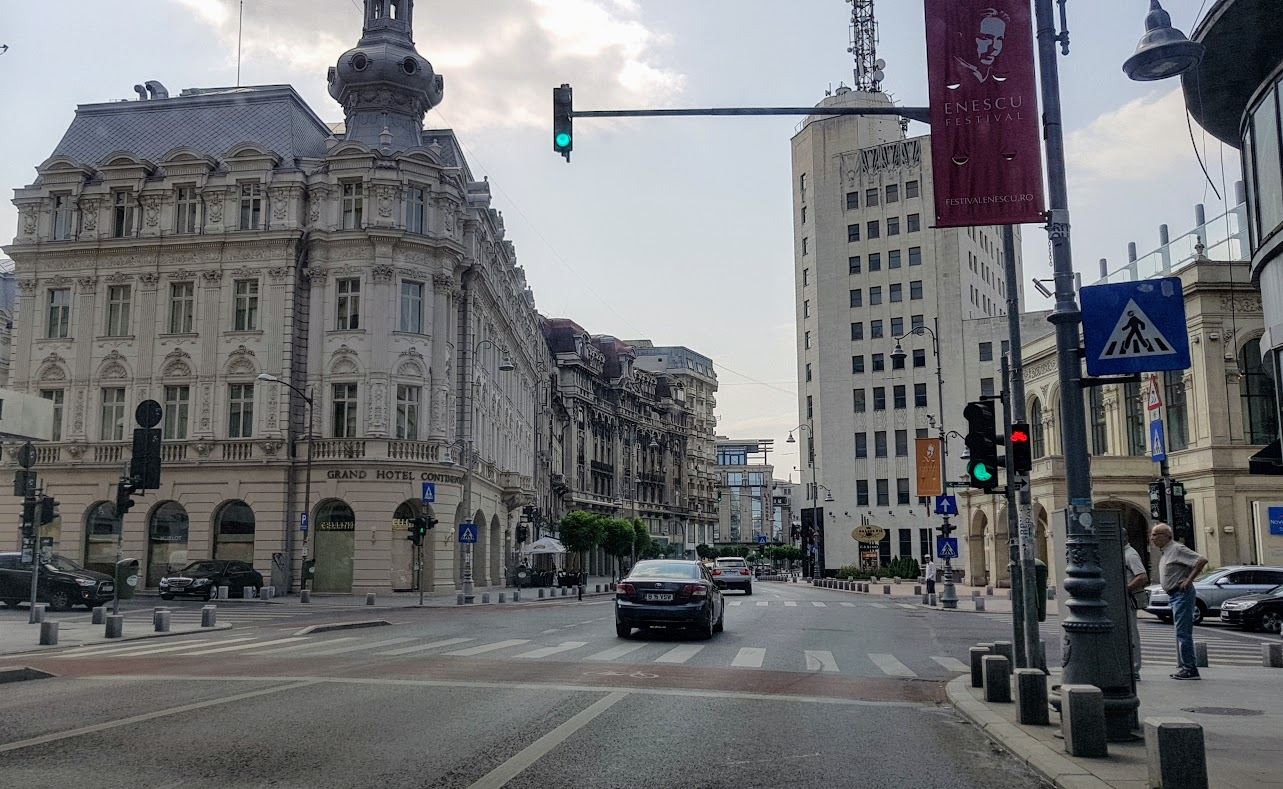
Calea Victoriei mirando hacia el sur

Calea Victoriei (Avenida de la Victoria) es una gran avenida en el centro de Bucarest. Discurre desde Splaiul Independenței (paralela al Río Dâmboviţa) hacia el norte y después el noroeste hasta Piaţa Victoriei, donde Șoseaua Kiseleff continúa hacia el norte.

## Historia

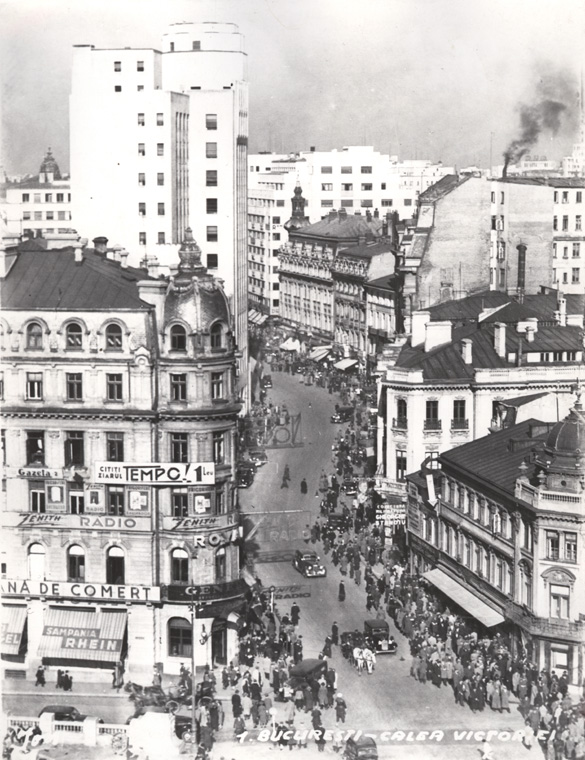
Mirando hacia el norte en Calea Victoriei en 1935. En primer plano el Hotel Capitol a la izquierda y el restaurante Casa Capșa a la derecha. El edificio alto a la izquierda es Palatul Telefoanelor. Todos son monumentos en la actualidad.

Inicialmente, la calle se llamaba Ulița Mare (Calle Ancha), también conocida como Drumul Brașovului (Calle Brașov), porque era parte de la ruta comercial entre Bucarest y la ciudad de Braşov, en Transilvania. En 1692, el príncipe Constantin Brâncoveanu pavimentó la calle con madera y la regularizó en parte, haciéndola pasar por los dominios de los Bălăceni y de los Cantacuzenes, el Monasterio de San Juan y el Monasterio Zlătari hasta el Monasterio Sărindari. Desde 1692 se llamó Podul Mogoșoaiei (Calle de madera de Mogoșoaia) porque conectaba el centro de Bucarest con el Palacio Mogoșoaia de Brâncoveanu, varios kilómetros fuera de la ciudad.
La mayoría de las calles de los Balcanes en aquella época eran fangosas en primavera y otoño, y la madera evitaba esto. Por tanto, la calle fue una de las construcciones más importantes de la zona y una fuente de orgullo para los bucarestinos. Los alrededores de la calle se convirtieron en la zona más elegante de Bucarest: en 1775 se situaban en la calle las casas de treinta y cinco boyardos.
Podul Mogoșoaiei fue la primera calle de Bucarest que se iluminó con velas por la noche, desde julio de 1814.
La madera no era un material muy resistente y estaba a menudo en mal estado, a pesar de que se reparó varias veces (por ejemplo, en 1793 y 1814). Durante la ocupación rusa de los Principados del Danubio, como consecuencia de la Guerra ruso-turca (1828-1829), Pavel Kiseleff, comandante de las tropas de ocupación, construyó una extensión de la calle desde Piața Victoriei hacia el norte, que en la actualidad se llama en honor a él. En 1842 la calle se pavimentó con empedrado, y posteriormente con asfalto.
Se renombró "Calea Victoriei" el 12 de octubre de 1878, tras la victoria rumana en la Guerra de la Independencia Rumana.

Piaţa Revoluţiei

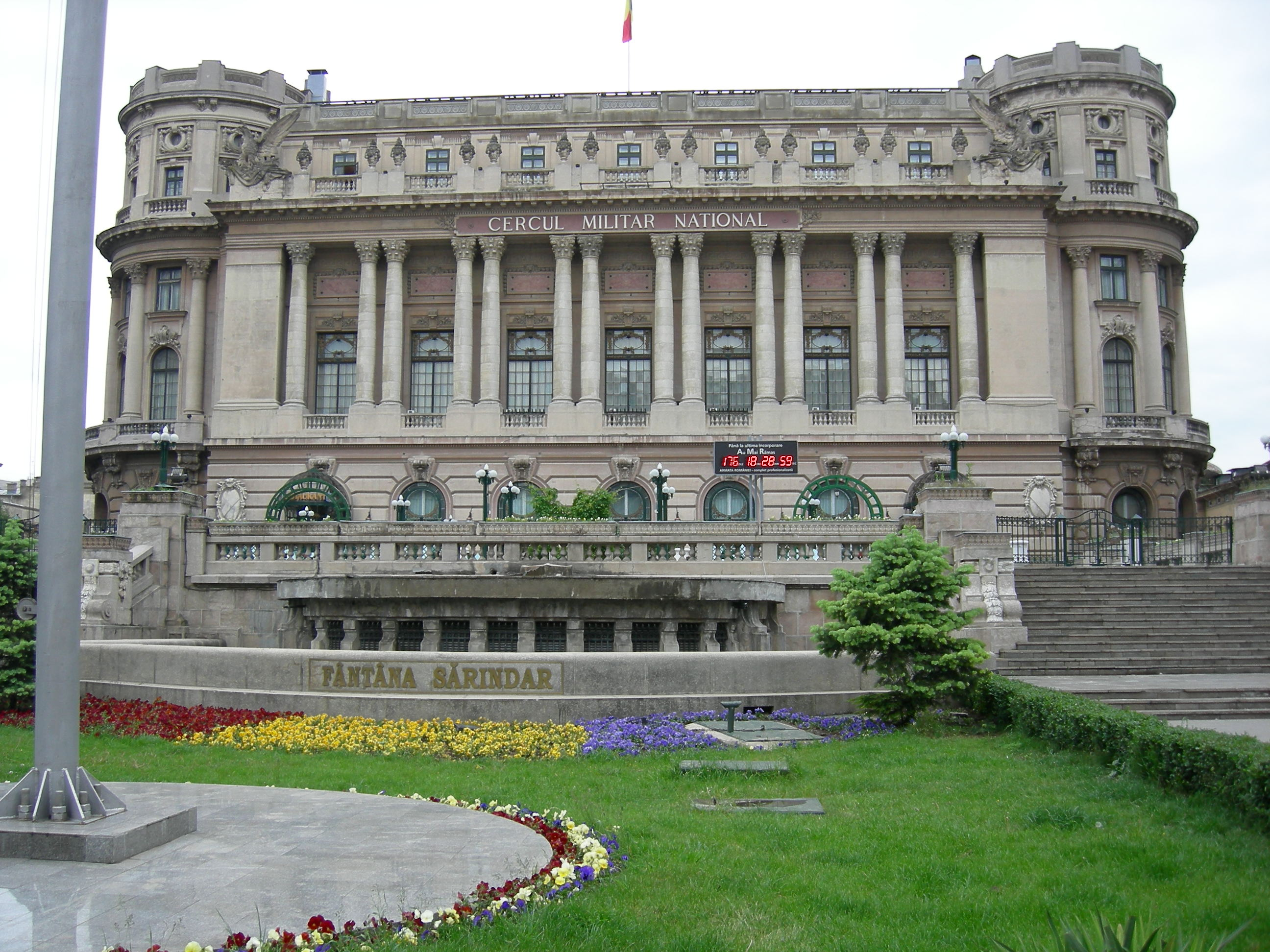
Cercul Militar Naţional, 2006

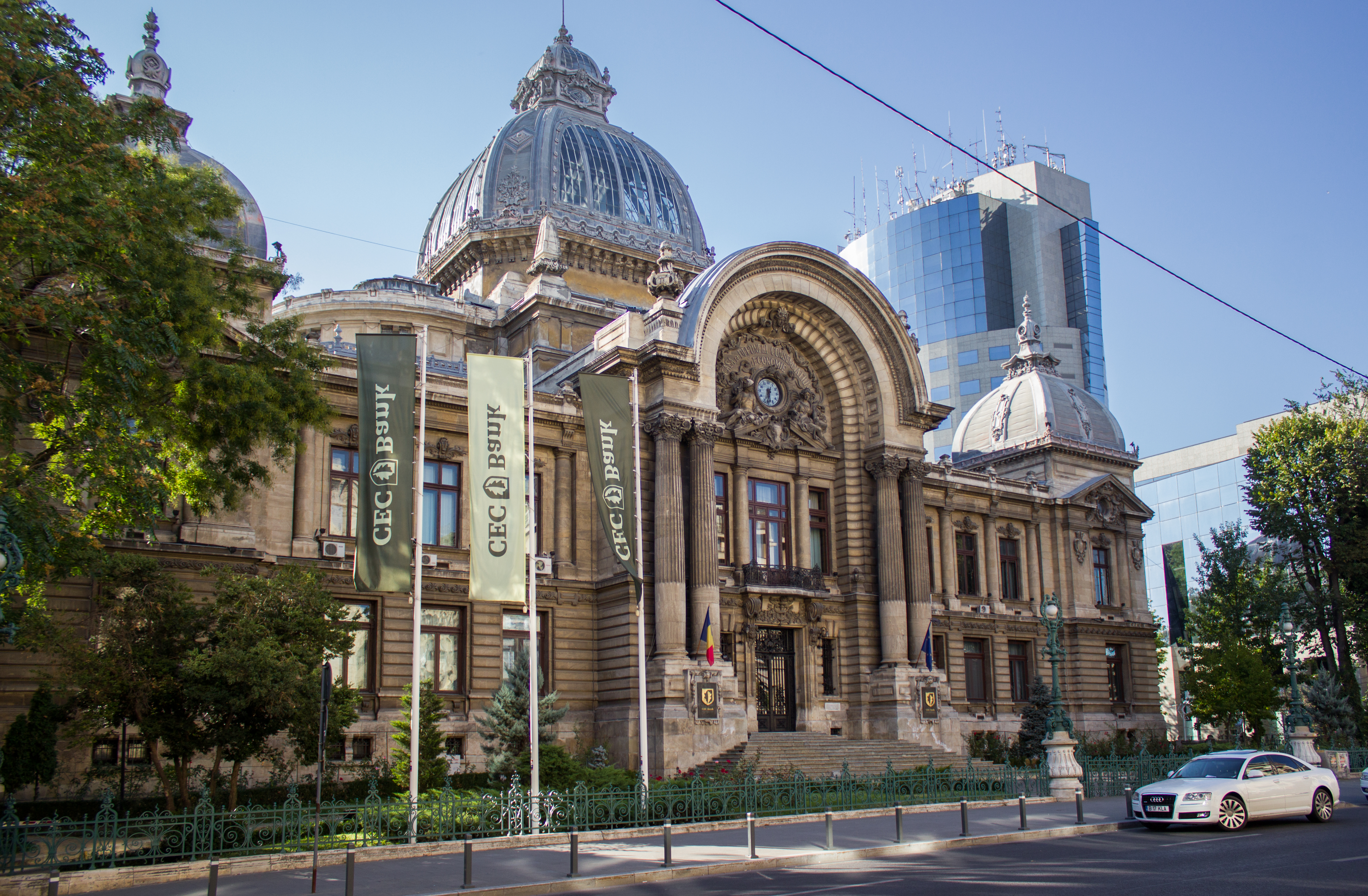
El Palacio CEC

En la actualidad, contiene tiendas de muchas marcas de lujo como Rolex, Gucci, Burberry, Prada, Hugo Boss, Armani, Ellie Saab y Ermeneglido Zegna, lo que la hace la calle con las tiendas más caras de Bucarest.

## Edificios y monumentos
Los principales edificios y monumentos de la calle son, de norte a sur:
- Palacio Cantacuzino, que alberga el Museo George Enescu
- Museo de Colecciones de Arte
- Palacio Ştirbey
- El Hotel Athénée Palace, en la actualidad un Hilton
- Ateneo Rumano
- Museo Nacional de Arte de Rumanía
- La biblioteca de la Universidad de Bucarest
- Iglesia Kretzulescu
- Piaţa Revoluţiei (Plaza de la Revolución), incluido el Monumento del Renacimiento
- Palatul Telefoanelor
- Teatro Odeon
- Casa Capșa
- Cercul Militar Naţional
- Pasajul Macca-Vilacrosse
- Bucharest Financial Plaza
- Museo de Historia Nacional de Rumanía, con la Estatua de Trajano en sus escalones
- Casa de Economii şi Consemnaţiuni (CEC)

También contuvo durante mucho tiempo el Teatro Constantin Tănase (en 2006 se trasladó al barrio de Lipscani), y el antiguo Teatro Nacional de Rumanía, justo al norte del Palatul Telefoanelor; la fachada del Novotel Bucarest, que abrió en el verano de 2006, replica la del teatro destruido. El Ateneo Rumano está ligeramente apartado de la calle, con un parque entremedias.
Calea Victoriei fue la calle estrella de Bucarest en los años de entreguerras. Tudor Octavian escribió, "así es como sería todo Bucarest si nos lo hubieran permitido…, si sus constructores hubieran sido lo suficientemente inteligentes…". Tras medio siglo de decadencia, recientemente está volviendo a este papel. El Museo Nacional de Arte de Rumanía (el antiguo palacio real) y la Biblioteca de la Universidad al otro lado de la calle (ambos dañados en la Revolución de 1989) se restauraron en la década de 1990; el Palatul Telefoanelor se restauró entre 1997 y 2005; y se han renovado los muchos hoteles de la calle, incluidos el Athénée Palace, el Majestic, el Capitol, y el Capșa Hotel. En la actualidad se está renovando el Grand Hotel du Boulevard, y se han completado las renovaciones del Continental y el Novotel.